# Klungerholmane (Stord)
Ne doit pas être confondu avec Klungerholmane.
Klungerholmane est une île norvégienne du comté de Hordaland appartenant administrativement à Stord.

## Description
Il s'agit en réalité de deux îlets rocheux et couverts d'arbres, à fleur d'eau, qui s'étendent sur environ 86 m de longueur pour une largeur approximative de 23 m.